# Pollo de Pimentel
Pollo de Pimentel, né en 1959 aux Pays-Bas, est un réalisateur néerlandais.

## Filmographie
- 2002 : Oysters at Nam Kee's[2]
- 2006 : Eigenheimers[3]
- 2006 : Van Speijk[4]
- 2013 : Nooit te oud[5]